# Ануш-Тегин
Ануш-Тегин Гарчаи (перс. نوشتکین غرچه‎ — Nūštekīn Gharcha,  ум. 1097) — сельджукский военный администратор (шихна) Хорезма в период с 1077 по 1097 годы, родоначальник правящей династии хорезмшахов-Ануштегинидов. Согласно сведениям средневековых историков, был родом из исторической области Гарчистан, распологавшейся на северном берегу реки Мургаб и к северу от реки Теджен (территория современного Афганистана). 

## Происхождение

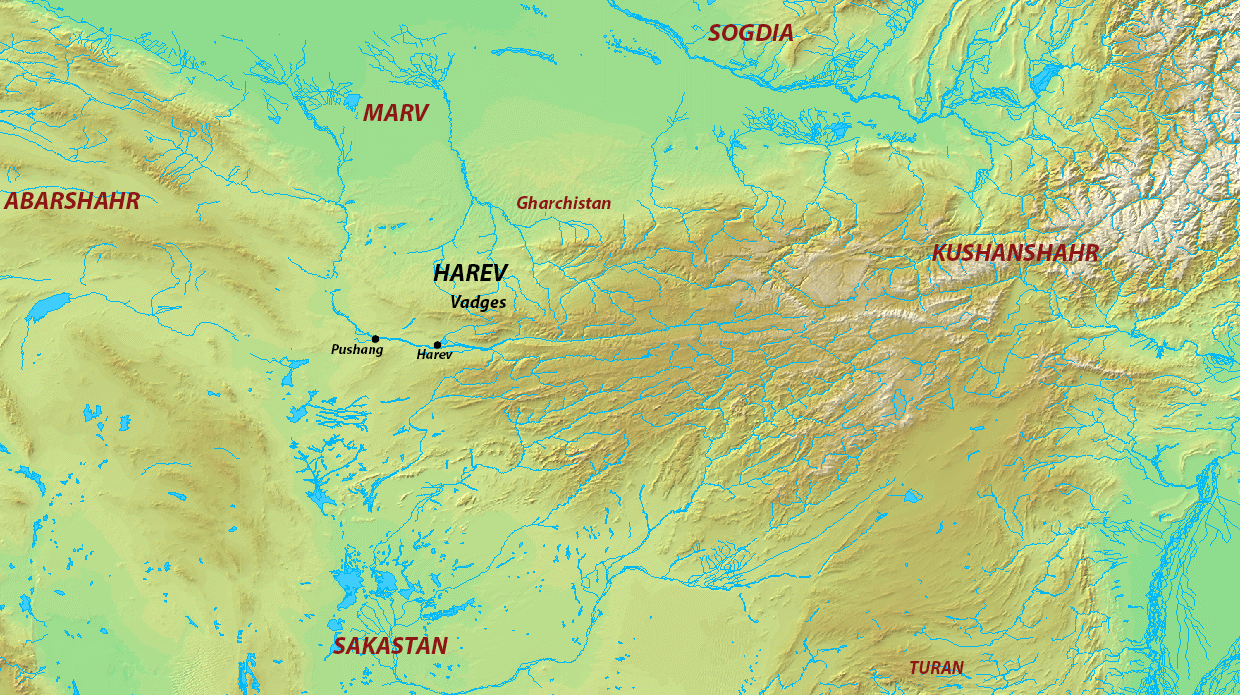
Гарчистан - родина основателя династии Ануш-Тегина.

### Огузо-туркменское происхождение
Ануш-Тегин был родом из исторической области Гарчистан, располагавшейся на северном берегу реки Мургаб и к северу от реки Теджен, а относительно ранние мусульманские авторы не затрагивают тему его племенного происхождения. Советский и азербайджанский историк, академик З. М. Буниятов в своей классической монографии «Государство Хорезмшахов-ануштегинидов, 1097—1231» на основании сведений средневековых историков Рашид ад-Дина и Хафизи Абру, указывает на принадлежность основателя династии Ануш-Тегина к огузскому племени бегдили. Туркменский советский историк С. Г. Агаджанов в своей монографии «Очерки истории огузов и туркмен Средней Азии IX—XIII вв.» отмечает, что хорезмшахи могли происходить из огузского племени бегдили. Советский тюрколог Э.Навширванов указывает на то, что Государство Хорезмшахов было государством огузов-туркмен. Советский и азербайджанский востоковед Р. М. Шукюрова подчеркивает, что «огузы, которые с XI века носят название туркмен, являются предками тюркских народов, живущих ныне в Азербайджане, Туркмении, Иране, Турции и Ираке.»
Советский и туркменский ученый, доктор исторических наук А. Б. Язбердиев называет династию Ануштегинидов туркменской, туркменский историк Дж. Аллаярова в своей монографии «Политическая и экономическая история туркменского государства хорезмшахов-Ануштегинидов (1097—1231 гг.)» пишет о принадлежности династии к огузо-туркменскому племени бегдили.
В своей книге «Этническая история Северо-Западной Туркмении в Средние века», советский и российский ученый-этнограф, специалист по этнографии Средней Азии С. П. Поляков указывает на то, что бегдили является средневековым туркменским племенем. В настоящее время, подразделение бегдили является частью туркмен-гёкленов и туркмен Лебапского велаята Туркменистана, а также туркмен Турции.

### Другие версии
В официальной документации XII в., в том числе и хорезмийской, в составе полного имени и титулования того или иного правителя Хорезма Ануш-тегин в большинстве случае не упоминался.
Французский историк Р. Груссе называет хорезмшаха Атсыза тюрком и к государству хорезмшахов применял термин «Хорезмийская тюркская империя». Согласно Британскому востоковеду К.Босворту, Ануштегиниды были этническими тюрками, а их имена и титулы были смесью тюркского и исламского. По мнению авторов фундаментальной монографии «История цивилизаций Центральной Азии», потомок Ануш-тегина - султан Кутб ад-Дин происходил из тюрков.
Туркменский советский историк С.Агаджанов также отмечает, что согласно турецкому востоковеду И.Кафесоглу, Ануштегиниды могли быть родственны племенам канглы и кыпчак.
Турецкий историк И.Кафесоглу предполагал, что Ануш-Тегин был родом из Гарчистана и был чигильского или халаджского происхождения, а востоковед З.В.Тоган выдвинул точку зрения, что он принадлежал к кыпчакскому, канглинскому или уйгурскому племени.
З.М.Буниятов утверждал, что "Ануш-Тегин - предок династии хорезмшахов, по имени которого ее иногда называют династией Ануштегинидов, был в юности тюркским рабом (мамлюком) в Гарчистане"

## История
По словам историка Джувейни, "Бильге-Тегин - главный чиновник Дома Сельджуков, купил в Гарчистане раба-тюрка по имени Нуш-Тегин Гарча, который благодаря своему уму и благоразумию постепенно возвышался до великих чинов, пока не стал важным лицом в Доме Сельджуков"., позже он стал продвигаться по служебной лестнице, попал в свиту султана Мелик-шаха и вскоре получил должность таштдара — хранителя султанских умывальных и банных принадлежностей.
Через некоторое время Ануш-Тегин стал доверенным лицом сельджукского султана Мелик-шаха. Поскольку по традиции все расходы, связанные с должностью таштдара, оплачивались за счёт налоговых поступлений с Хорезма, Ануштегин в 1077 году был назначен Сельджукидами на должность мутасаррифа Хорезма и получил титул шихны Хорезма. Однако наместником (вали) Хорезма в этот период был мамлюк будущего правителя Сельджукидов султана Санджара - Экинчи ибн Кочкар. и Ануштегин полнотой власти в Хорезме не обладал.
В 1097 году Ануш-Тегин скончался и должность правителя Хорезма перешла к Экинчи ибн Кочкару, а затем, спустя небольшое время, к сыну Ануш-Тегина — Кутб ад-Дину Мухаммеду.